# Pimpinella helosciadoidea
Pimpinella helosciadoidea är en flockblommig växtart som beskrevs av H.Boissieu. Pimpinella helosciadoidea ingår i släktet bockrötter, och familjen flockblommiga växter. Inga underarter finns listade i Catalogue of Life.